# 冴羽商事
有限会社冴羽商事（さえばしょうじ）は、神奈川県横浜市南区に本社を置く日本の声優事務所。

## 概要
声優の神谷明が設立。社名は、神谷がこれまでで演じてきたキャラクターで一番好きだと言う『シティーハンター』の主人公・冴羽獠の事務所名に因む。
所属声優のマネージメントの他、イベントやコンサート、各種メディア作品の制作を行っている。

## 所属声優

### 男性
- 神谷明

## かつて所属していた声優
- 榎本充希子（フリー）
- 高野慎平